# Aptilotus nigritibia
Aptilotus nigritibia är en tvåvingeart som beskrevs av Marshall 1997. Aptilotus nigritibia ingår i släktet Aptilotus och familjen hoppflugor. Inga underarter finns listade i Catalogue of Life.